# William Petty
Sir William Petty (Romsey, 1623. május 26. – London, 1687. december 16.) angol közgazdász és filozófus. Először Oliver Cromwell alatt tűnt ki Írországban: hatékony módszereket dolgozott ki az elkobozott és Cromwell katonáinak kiosztandó földek kezelésére. Sikerült fontos szerepet betöltenie II. Károly és II. Jakab idejében is.
Rövid ideig az angol parlament tagja volt, ezen kívül tudós, feltaláló, vállalkozó és a Royal Society alapító tagja. Leginkább a közgazdasági elméletei és a politikai számtanbeli módszerei miatt maradt emlékezetes. Neki tulajdonítják a laissez faire elvének bevezetését a kormányzati tevékenységbe.

## Élete

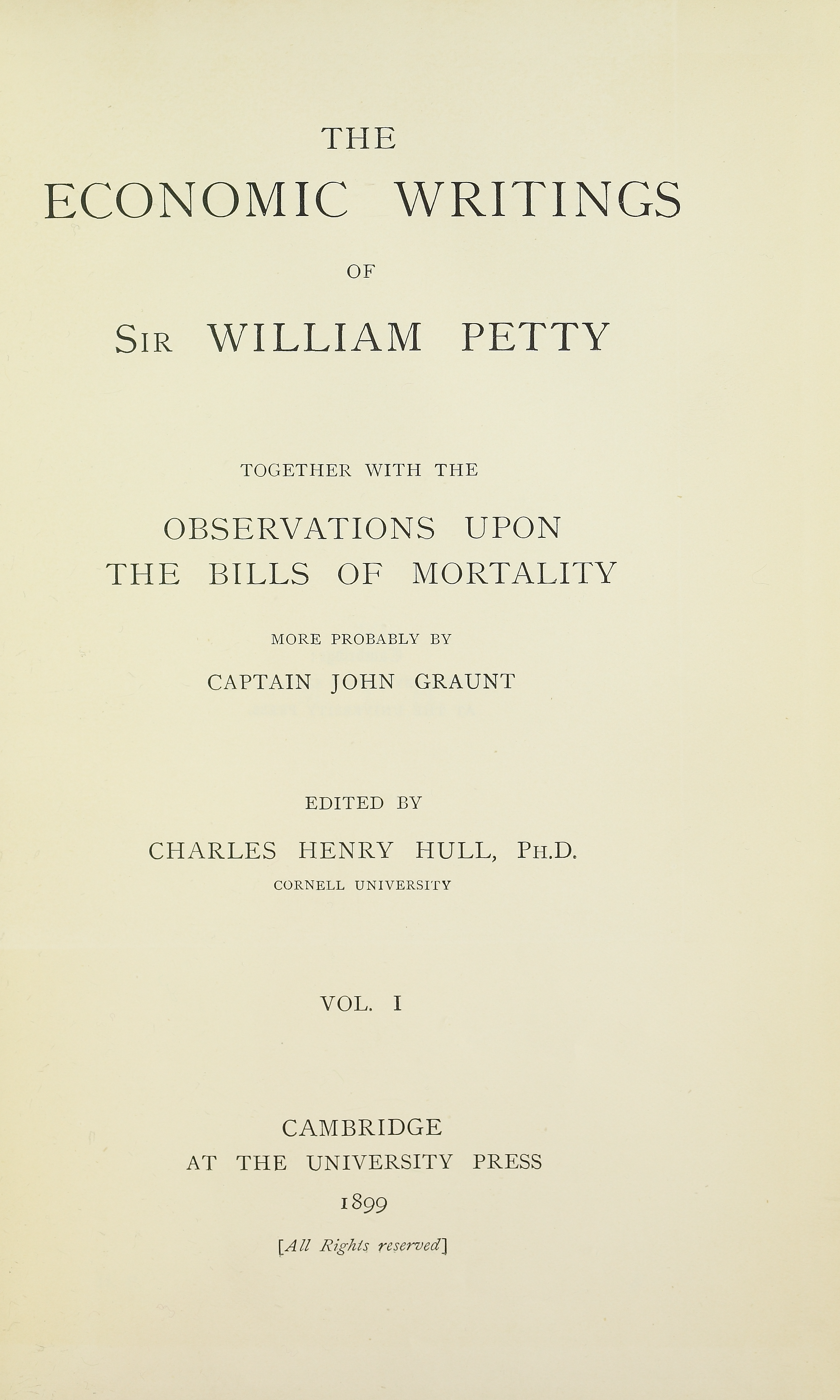
Economic writings, 1899

Apja posztókészítő volt. 14 éves koráig az angliai Hampshire-ben levő Romsey városban élt, majd hajósinasnak állt. Egy lábtörés következtében a partra tették Normandiában. Kb. két évig Caenben egy jezsuita kollégium lakója volt. 1640-ben Londonban tengeri térképek rajzolásából élt. Ezt követően Hollandiában és Franciaországban orvostudományt tanult. Párizsban a filozófus Thomas Hobbes titkára lett. Angliába visszatérve Oxfordba került, ahol a fizika doktora, az anatómia professzora, és vice-principial (kb. rektorhelyettes) lett. Egyik megalapítója a Royal Society-nek, az első tudományos akadémiának.
1651-ben kinevezték az Írországi Angol Hadsereg főparancsnoka mellé orvosnak. Az angolellenes felkelés leverése után a felkelésben részt vevő ír katolikusok földjeit elkobozták. Ezekkel a földekkel szándékozott Oliver Cromwell fizetni azoknak a gazdagoknak, akik pénzt adtak a háborúhoz, valamint a győztes hadsereg tisztjeinek és katonáinak. Ahhoz azonban, hogy a földet felosszák, előbb fel kellett mérni és térképezni a földterületeket. Ezt a feladatot vállalta Petty, ami valóságos aranybányának bizonyult a 30 éves orvosnak. Hatalmas földterületek birtokosa lett, s egyidejűleg Írország főkormányzójának (Cromwell fiatalabb fiának) titkos tanácsosa és titkára. Cromwell 1658-ban bekövetkezett halála után, a már parlamenti képviselő Petty-t élesen támadták meggazdagodása miatt, de végül veszteség nélkül került ki a csatából. Mivel fontos szolgálatot tett a royalistáknak is, II. Károly 1661-ben lovaggá ütötte. Így ő lett az első közgazdász, aki megkapta a "Sir" címet. Halála 1687-ben következett be.

### Petty közgazdasági nézetei
A 17. század közepén lezajlott Angliában a polgári forradalom. A gazdaságban a tőkés termelés gyorsan teret hódított. A gazdasági élet változásait a tudomány kibontakozása követte. A skolasztika teret vesztett a filozófiában. Francis Bacon a filozófia legfontosabb feladatának a tudományos módszer megteremtését tekintette és azt hangoztatta, hogy a tudomány tapasztalati tudomány, amely a megfigyelés révén gyűjtött anyagokat az értelem segítségével átalakítja és feldolgozza. A baconi módszert a gazdasági élet tanulmányozásában Petty alkalmazta először. Észrevette, hogy a gazdasági élet egyes folyamatait objektív törvényszerűségek spontán módon szabályozzák, akárcsak a természeti folyamatokat. Felismerte a cserében uralkodó törvényszerűséget, és kereste a meghatározó tényezőt az áralakulás mögött, illetve az áru és pénz viszonyában a szabályozó tényezőt, az áruban és a pénzben megtestesült munka mennyiségét. Felismerte a pénz kincsképző funkcióját, azt, hogy a forgalom számára fölös pénzmennyiség kincsként lecsapódik. Pettynél az áringadozások centruma az az ezüst mennyiség, ami annyi munkát tartalmaz, mint a cserére bocsátott áru. Ugyanakkor szerinte csak az a munka értékalkotó, amelyik terméke a cserén keresztül nemesfémmé válik.
Munkabér-elméletében a törvények által megállapított munkabérek mögött is kereste a természetes alapot, és ezt az alapot a létfenntartáshoz szükséges eszközök minimumában találta meg. Ezzel persze elismerte, hogy a munkás munkaidejének csak egy részét fordítja létfenntartási eszközei értékének a megtermelésére. Ennek ellenére az értéktöbblet alapvető formájának a földjáradékot tartotta, ami nála a gabonának a benne megtestesült munkamennyiség által meghatározott értékéből a vetőmag és a munkás munkabérét jelentő élelmiszerek levonása után fennmaradó többlet. Azt hangoztatta, hogy a munkabér és a járadék csak egymás rovására nőhet. Petty a földjáradékon kívül az értéktöbblet még egy önálló formáját ismerte el, a kamatot, melyet a földjáradék származékos formájaként ábrázol és pénzjáradéknak nevezett. Szerinte a mindenkori tényleges kamatlábnak a pénz iránti kereslettől és kínálattól függően kell kialakulnia. A föld árát tőkésített járadéknak tekintette.

### Petty, a statisztikus
Barátjával, John Graunttal a demográfiai statisztika megalapítója volt. 1662-ben könyvet jelentetett meg a londoni mortalitásról.
A marxisták szerint Petty volt az első, aki elkezdte kikövezni az utat az absztrakt munka gondolatához, amely a marxi értékelmélet alapja.

### Főbb művei
- A Treatise of Taxes and Contributions (Értekezés az adókról és illetékekről, 1662)
- Political Arithmetic posthum. (Politikai számtan, kb. 1676, kiadva 1690)
- Verbum Sapienti (1664, posztumusz kiadás 1691)
- Political Anatomy of Ireland (Írország politikai anatómiája, 1672, 1691)
- Quantulumcunque Concerning Money (1682, posztumusz kiadás 1695)